# Edsleskogs kyrka
Edsleskogs kyrka är en kyrkobyggnad som sedan 2010 tillhör Åmåls församling (2006–2010 Fröskog-Edsleskogs församling och tidigare Edsleskogs församling) i Karlstads stift. Den ligger i kyrkbyn Edsleskog i Åmåls kommun.

## Gamla kyrkan
Huvudartikel: Edsleskogs gamla kyrka
Edsleskogs gamla kyrkplats är numera begravningsplats och omgärdas av en kallmur, med stiglucka från 1769. På kyrkplatsen står ett gravkor över prosten A. Sörström och intill kyrkplatsen ligger Edsleskogs prästgård. Gamla kyrkans mursträckning är markerad med hällar i marknivå. Utformningen är känd genom äldre beskrivningar och arkeologiska undersökningar. Kyrkans första del uppfördes av tegel omkring 1220 eller tidigare. Planformen var korsformad med treskeppigt långhus, transept och en absid i öster. Medeltidskyrkan hade en extraordinär storlek och var en av det största medeltida kyrkorna i Sverige. Korsarmar var ovanligt för västsvenska landsortskyrkor. Flera indikationer finns att Edsleskog hade en särskild, kyrklig status. Redan under 1300-talet var Edsleskog prebende till domprosten i Skara. Enligt sentida källor var vallfart och helgonkult knutna till kyrkan. Kyrkan brändes ned 1568 under nordiska sjuårskriget, då sidoskeppen raserades. Det ursprungliga mittskeppet murades till och nyttjades som sockenkyrka fram till 13 april 1902, då en ny brand orsakad av ett fel i värmeledningen ödelade byggnaden.

## Nuvarande kyrka
Omkring femhundra meter sydost om den gamla kyrkplatsen uppfördes 1902-1905 Edsleskogs nya kyrka, efter ritningar av arkitekt Adrian C. Peterson. Byggmästare på entreprenad var Hallén & Torsgren, Göteborg. Arbetsledare var verkmästare Karl Löfgren från Boda, Värmland. Arbetet påbörjades vid midsommaren 1904 med 25 arbetare. Invigningen ägde rum julen 1905. Kyrkan är i nygotisk stil av sprängd gråsten, längd 28 meter, bredd 13,5 meter och höjd 13,5 meter och består av ett enskeppigt rektangulärt långhus med smalare, rakt avslutat kor i öster. Vid långhusets västra kortsida finns ett vapenhus. Koret i öster flankeras av en sakristia vid norra sidan och ett kyrktorn vid södra sidan. Ingångar finns i väster genom vapenhuset samt i sydost via tornets bottenvåning. De vitputsade ytterväggarna har strävpelare och genombryts av spetsbågiga fönsteröppningar. Långhuset, koret och vapenhuset har branta sadeltak täckta med skiffer. Sakristian har ett valmat tak med skivtäckt plåt. Tornet, 35 meter högt,  har en hög kopparklädd tornspira som kröns med ett kors. Kyrkorummets historicerande stil har behållits tämligen intakt. Exempel på nygotiska inslag är den öppna takstolens dekorativa snickerier, korets spetsbågiga fönsteröppningar samt orgelfasaden. En del tegel togs från den gamla kyrkans murar. Fönsterbågarna i gjutjärn tillverkades av Åmåls gjuteri. Artikel om nybyggnationen här. Vid en restaurering 1924-1925 tillkom nuvarande bänkinredning. En invändig restaurering genomfördes 1983 då man lät måla om tak, väggar, altare, predikstol, orgel, bänkar samt vapenhus.

## Inventarier
- Predikstolen är ursprunglig.
- Dopfunten av sten är från 1951.
- Två träfigurer föreställande Mose och Aron räddades när gamla kyrkan brann. De står numera på varsin sida om det nya altaret.
- Ett krucifix och två ljusstakar av tenn räddades från gamla kyrkan.
- I församlingens ägo finns en Karl XII:s bibel.

## Kyrkklockor
Två klockor av firma Johan A. Beckman & Co. i Stockholm, göts 1902 strax efter branden och sattes upp i en tillfällig klockstapel på gamla kyrkogården.

### Orgel
- Orgelläktaren i väster byggdes 1924 och orgeln flyttades dit från sidoläktaren i söder. Orgeln är byggd av Anders Petter Loocrantz, Alingsås tillsammans med Anders Gustaf Johansson, Floda (Skallsjö socken), Lerums kommun, och är samtida med kyrkan. En dispositionsförändring skedd 1959 av E. A. Setterquist & Son Eftr., Örebro, och 1970 Gunnar Carlsson, Borlänge. Orgeln har åtta stämmor fördelade på två manualer och pedal.[3] Orgeln har 3 fasta kombinationer och pneumatiska Rooseveltlådor. Gemensam svällare för hela orgeln. Tonomfånget är på 54/27.

| Manual I          | Manual II     | Pedal      | Koppel |
| Borduna 16´       | Rörflöjt 8´   | Subbas 16´ | I/P    |
| Principal 8'      | Salicional 8' |            | II/P   |
| Flöjt Äolin 8'    |               |            | II/I   |
| Viola di Gamba 8' |               |            |        |
| Octava 4'         |               |            |        |
|                   |               |            |        |

#### Kororgel
- I kyrkans sydöstra hörn står en kororgel tillverkad av Walter Thür Orgelbyggen 1997 med fem stämmor fördelade på manual och pedal.[3]
- M: Gedakt 8', Principal 4', Gemshorn 2', Quinta 1 1/3'
- P: Subbas 16'

## Omgivningar
Vid kyrkan finns kyrkstallar från början av 1900-talet, ett pumphus från 1950-talet samt en ekonomibyggnad från 1998. En närmast kvadratisk kyrkogård omger kyrkan.